# Игровое обучение
Игровое обучение — это форма учебного процесса, которая проходит в смоделированных ситуациях, симулирующих игру. Она помогает усвоить и применить опыт в разных областях, таких как навыки и эмоциональная оценка. В настоящее время такая форма учебного процесса часто называется эдьюте́йнментом (англ. edutainment), которым обозначают всевозможные формы образования без принуждения, а также образовательные развлечения (включая образование посредством увеселения).

## Предпосылки возникновения
Игровое обучение имеет глубокие исторические корни. Никто не будет спорить с тем, насколько игра, как феномен, многогранна. Она обучает, развивает, воспитывает, социализирует, развлекает и даёт отдых. Но исторически одна из первых её задач — обучение.
Не вызывает сомнения, что игра практически с момента возникновения выступает как одна из форм обучения. Она является способом воспроизводства реальных практических ситуаций с целью их освоения и выработки необходимых человеческих черт, качеств, навыков, привычек и развития способностей. Ещё в древних Афинах (VI—IV вв. до н.э.) практику организованного воспитания и обучения пронизывали приемы сравнения и сопоставления, обеспечиваемые пафосом соревнований (агонистики). Дети, подростки, юноши постоянно состязались в гимнастике, танцах, музыке, словесных спорах. В процессе они проявляли себя, а также стремились к самоутверждению и самопознанию. Тогда же зародились военные игры: манёвры, штабные учения, разыгрывание «боев».
В X веке в школах среди методов обучения также популярны были состязания школьников, в частности, в риторике. Рутинное обучение выглядело так: учитель читал, давал образцы толкования, отвечал на вопросы, организовывал дискуссии, демонстрирующие или имитирующие ученическую увлечённость. Для этого обучаемых готовили цитировать по памяти, пересказывать, комментировать, создавать описания (экфразы) и импровизации (схеды).
В Западной Европе в эпоху Возрождения и Реформации к подлинному использованию принципов игрового обучения призывали Томмазо Кампанелла и Франсуа Рабле. Они хотели, чтобы дети без труда, без принуждения, а как бы играя, знакомились со всеми науками.
Ян Амос Коменский (1592—1670) предлагал все «школы-каторги», «школы-мастерские» превратить в места игр. Всякая школа, по его мнению, может стать универсальной игрой, в которой всё будет осуществляться в играх и соревновании, сообразуясь с возрастом.
Джон Локк рекомендовал использовать игровые формы обучения. Жан-Жак Руссо, ставя задачи гражданского воспитания человека, предлагал программу педагогических мероприятий: общественно полезный труд, совместные игры, празднества.
Как педагогическое явление игровую деятельность одним из первых классифицировал Фридрих Фрёбель. Теория игры стала основой его педагогической теории. Выявив дидактические ракурсы игровой деятельности, он доказал, что игра облегчает учителю задачу обучения ребёнка. Например, при освоении представлений о форме, цвете, величине предметов. Помогает ученикам овладевать культурой движения.
Дальнейшее развитие игровых форм обучения и их изучение показало, что с помощью игры могут решаться практически все педагогические задачи.

## Развитие в XX веке. Деловые игры. Театральные влияния
Особую роль в современном становлении игрового обучения сыграло стихийное развитие игротехнического движения, опиравшегося прежде всего на использование деловых игр, которые послужили основой развития большой группы методов обучения, получивших название методов активного обучения. Теоретически их использование было обосновано в ряде концепций, в первую очередь в теории активного обучения.
Первая деловая игра была разработана и проведена М. М. Бирштейн в СССР в 1932 году (М. М. Бирштейн, 1989). Метод был подхвачен и сразу получил признание и бурное развитие. Однако в 1938 году деловые игры в СССР постигла участь ряда научных направлений — они были запрещены.
Их второе рождение произошло только в 1960-х годах, после того как появились первые деловые игры в США (1956 год, Ч. Абт, К. Гринблат, Ф. Грей, Г. Грэм, Г. Дюпюи, Р. Дьюк, Р. Прюдом и другие). Сегодня в России, США и других развитых странах нет такого учебного заведения, в котором не использовались бы деловые игры или их отдельные элементы.
Театральная практика создателя «русского психологического театра» К.С. Станиславского оказывала хоть и незначительное по силе, зато стойкое по продолжительности влияние на развитие образовательной практики в отечественной педагогике. Помимо постановки спектаклей в классах и открытия школьных театров, учителя часто обращались к его методическому наследию для повышения своего «педагогического мастерства». А.С. Макаренко писал, что учителю необходимо уметь двадцатью шестью способами произносить фразу «поди сюда».
К концу 70-х годов прошлого века в подготовке учителей используются методы театральной педагогики. В Полтавском, Московском, Пермском, Минском педагогических институтах открываются факультативы, курсы, кафедры по актёрскому мастерству, что помогло распространению театрально-игровых приёмов на уроках в начальных, средних и старших школах.
В 80-х годах появляется «режиссура урока», основой которой стала «Театральная теория действий» П.М. Ершова и педагогическая технология Е.Е. Шулешко по налаживанию и сохранению ровеснических отношений у детей во время их обучения (в детских садах и в начальных классах). Интерактивность социо-игровых подходов «режиссуры урока», обеспечивая непредсказуемость, эмоциональность и креативность учебных результатов, эффективно заменяли отжившие приемы ведения урока, становясь предтечей идущего следом эдьютейнмента.

## Появление эдьютейнмента
Новым самостоятельным этапом в развитии методик и технологий игрового обучения стал «edutainment». Сам термин возник из скрещивания (точнее лингвистической «вивисекции») двух англоязычных слов: education (обучение) и entertainment (развлечение). В результате искажения этих слов смысловое восприятие термина оказывается одновременно понятно-предсказуемым и загадочно-интригующим.
Сконструировано данное слово было в 1948 году в студии Уолта Диснея, где снимались тринадцать серий фильма о дикой природе «Настоящие приключения» (True-life adventure). Затем этот странный термин использовал Роберт Хейман (Robert Heyman) в 1973-м при создании серии документальных фильмов для The National Geographic Society. Оперировал им и доктор Крис Даниелс (Dr. Chris Daniels), создавая в 1975 году «Millennium Project», который впоследствии стал известен как «The Elysian World Project». В последнем десятилетии XX века термин периодически стал появляться на страницах газет, что было связано с бурным развитием бизнес-образования.
В 80-х годах динамизм изменений в постиндустриальном обществе определил острый спрос на образовательные услуги в сфере бизнеса и менеджмента. Но возраст обучаемых, их статус и претензии не позволяли ни усаживать их за традиционные «парты», ни монотонно читать им обычные лекции. Тогда в результате значительных финансовых ресурсов и отсутствия критики со стороны академического образования в бизнес-образование стали стекаться нетрадиционные методики и приемы обучения — и из искусства, спорта, психотерапевтической практики, и даже из сомнительного оккультизма. В итоге именно в бизнес-образовании наметился дидактический прорыв в области переподготовки и повышения бизнес-квалификации взрослых. Стали появляться инновационные программы и технологии, адаптированные к «новым вызовам» и приносящие положительные результаты при обучении новым идеям и технологиям взрослых людей (В. М. Букатов). Суть этих находок часто специально утаивалась по коммерческим соображениям.
Не случайно среди западных учёных нет единого мнения о сущности, слагаемых и механизме «edutainment». Для одних это «эффективный баланс между информацией, мультимедийными продуктами, психологическими приемами и современными технологиями» (Ш. Де Вари). Для других — «представление опыта и развлечений через созидание» (Я. Ванг). Для третьих — «соединение социального заказа с развлекательным механизмом» (Р. Донован).
И в российском образовании пока нет общепризнанного научного определения модной инновации. Это и «цифровой контент» (О. Л. Гнатюк), и «игразование» (А. В. Попов), и «креативное образование» (М. М. Зиновкина), и «неформальное образование» (И. Ф. Феклистов), и «родные (релятивные) приемы обучения» (В. М. Букатов).
В русскоязычной научно-методической литературе термин сначала выглядел шаблонной калькой с английского - [эдьютейнмент]. Позже появилась русифицированная версия, более простая в произношении и благозвучная для восприятия[2] . Первоначальная версия написания термина обычно связана с пониманием данной инновации как способом усиления роли учебной мотивации учеников (то есть осознания ими своих побуждений к образовательной деятельности). А окончательная версия написания — с реабилитацией неосознаваемых механизмов психики, определяющих результативность «учебной деятельности» ученика не в меньшей степени, чем в его «игровой деятельности».
Последний подход к использованию термина помогает обнаружить, что люди, сами того не подозревая, ежедневно сталкиваются с естественно-бытовым эдьютейнментом. Например, при просмотре интересного фильма на иностранном языке, чтении захватывающей статьи или книги, участии в коллективной интеллектуально-познавательной игровой коммуникации — всё то, что мы делаем добровольно, в удовольствие, с увлечением можно назвать неформальным или нестандартным образованием.

## Признаки и особенности методики
Игровому обучению и игре присущи схожие черты. Вот некоторые из основных:
- свободная развивающаяся деятельность (организуемая «ведущим», но протекающая без его учительского диктата), осуществляется учениками по желанию, с удовольствием от самого процесса деятельности, а не за приз-поощрение или положительную оценку (В. Букатов);
- творческая, импровизационная инициативность;
- эмоционально напряжённая, приподнято-состязательная, конкурентная деятельность в рамках незыблемой дружественности;
- парадоксальное пересечение прямых и косвенных правил, сопрягающих содержание игры с элементами общественного опыта;
- имитационная направленность, моделирующая профессиональные или общественные условия-ситуации-контексты жизни человека;
- соблюдение рамок пространства (включая обособление места действия) и времени деятельности (включая определение продолжительности) (В. Кругликов).

К важнейшим свойствам игры относят тот факт, что в игре, преодолевая трудности, и дети, и взрослые могут действовать так, как они действовали бы в экстремальных ситуациях, на пределе сил. Причём столь высокий уровень активности достигается ими почти всегда добровольно, без принуждения.
Инициативность, эмоциональная окрашенность игры определяют высокую степень открытости участников. Они добровольно приоткрываются, отбрасывают в игре психологическую защиту. Теряя настороженность, они становятся «самими собой».
Некоторые исследователи объясняют это тем, что участник игры, решая игровые задачи, увлечён и поэтому не отвлекается на противодействие с другой стороной. Они указывают на эксперимент, доказывающий, что в ситуации некоторой рассеянности внимания иногда легче убедить человека принять новую для него точку зрения. Если чем-то незначительным отвлекать внимание человека, то эффект убеждения будет более сильным (В. В. Бойко, 1983). Но эти условия достаточно далеки от сущности и результативности как обучения, так и ситуативно-игровой инициативности, увлечённости и азартности учеников, поэтому не ими объясняется высокая продуктивность разнообразных вариантов стилистики игрового обучения (В. М. Букатов [1997]).
Игровое обучение отличается от других педагогических технологий тем, что:
1. Связано с хорошо известной, привычной и любимой формой деятельности для человека любого возраста;
2. Одно из наиболее эффективных средств активизации, вовлекающее участников в учебную деятельность за счёт самой игровой ситуации, вызывающей у них высокое эмоциональное и физическое напряжение (в игре значительно легче преодолеваются трудности, препятствия, психологические барьеры);
3. По отношению к познавательной деятельности оно требует и вызывает у участников инициативу, настойчивость, творческий подход, воображение, устремлённость;
4. Позволяет решать вопросы передачи знаний, навыков, умений; добиваться глубинного личностного осознания участниками законов природы и общества; позволяет оказывать на них воспитательное воздействие; позволяет увлекать, убеждать, а в некоторых случаях и лечить;
5. Многофункционально, его влияние на человека невозможно ограничить каким-либо одним аспектом, но все его возможные воздействия актуализируются одновременно;
6. Преимущественно в коллективных, групповых формах деятельности, в основе которых часто лежит соревновательный аспект. В качестве соперника, однако, может выступать не только другой человек, но и обстоятельства, и он сам (преодоление себя, своего результата);
7. Нивелирует значение конечного результата. В игровой деятельности участника могут устраивать разные типы «призов»: материальный, моральный (поощрение, грамота, широкое объявление результата), психологический (самоутверждение, подтверждение самооценки) и другие. Причём при групповой деятельности результат воспринимается им через призму общего успеха, отождествляя успех группы, команды как собственный;
8. Отличается наличием чёткой конкретики в поставленной ситуационной цели, стимулируемой ею творческой деятельности исполнителей и эмоционально-делового (то есть не равнодушно-формально) педагогического результата (В. Кругликов [1998]; В. Букатов [1997, 2003]).

### Специфика эдьютейнмента
Особенностями данного типа обучения взрослых являются:
- Акцент на увлечение. Важным для образовательного процесса становится интерес обучающего. При грамотной организации процесса развитие интереса приводит к накоплению знаний;
- Мотивация через развлечение. Удовольствие, получаемое в процессе образования, становится помощником в раскрепощении обучаемого и способствует формированию стойкого интереса к учебному процессу;
- Игра как важнейший принцип. Следуя концепции И. Хейзинга, изложенной в работе «Homo ludens», игра становится краеугольным камнем обучения. Это связано с преодолением преувеличенного внимания к осознаваемым (рефлексивным) механизмам обучения (их осознанному формированию и развитию) и с реанимацией роли неосознаваемых механизмов, которые в игровых формах деятельности являются доминирующими. В результате эдьютеймент оказывается универсальным подходом к конструированию обучения как взрослых, так и детей;
- Современность сопровождения. Разнообразные формы обучения оказываются привлекательны и для солидных людей, и для молодёжи, и для детей школьного и дошкольного возраста ещё и потому, что их реализация связана с использованием актуальных видео- и аудиоисточников, дидактических игр, образовательных программ на девайсах.

Таким образом, эдьюнтейнмент стал существенным подспорьем для молодых учёных, увлечённых идеей очищения теории и практики образования от консервативных стереотипов и безжизненных традиций.
Также в последнее время все большую популярность набирают детские развлекательные центры, созданные по принципу эдьютейнмента. Суть этих центров в том, что в рамках определённой территории для детей создаётся пространство и условия, максимально копирующие условия взрослой социальной жизни. Как правило, подобные центры позиционируют себя как «детский город» или «город для детей». Обычно в них за основу игрового процесса берётся освоение различных профессий.
Данные проекты носят, как правило, коммерческий характер и в большей степени направлены на развлечение детей. Их критики подчёркивают, что организаторы воссозданию обстановки, декораций, относительной свободы внешних факторов уделяют своё основное внимание, и в гораздо меньшей степени озабочены последовательностью реализации образовательных и (или) развивающих моментов игры, пуская все это якобы на самотек.